# Мартин-и-Коль, Антонио
Антонио Мартин-и-Коль (исп. Antonio Martín y Coll, 1660, Реус — 1734, Мадрид) — испанский францисканец, композитор, собиратель музыкальных сочинений и органист эпохи барокко.

## Биография
Мартин-и-Коль рос при ныне утраченном монастыре 1453 года постройки «Санта-Мария-де-Хесус» или «Сан-Диего» в городе Алькала-де-Энарес и сам стал монахом-францисканцем.
Примерно с 1707 года до своей смерти между 1733 и 1735 годами служил главным органистом францисканского монастыря Иисуса и Марии в Мадриде, частью которого является знаменитый Королевский собор святого Франциска Великого.

## Труды
В бытность главным органистом собора Святого Франциска Великого Мартин-и-Коль написал два трактата по литургической практике:
- Arte de canto Llano, y breve resumen de sus principales reglas, para cantores de choro — «Искусство простого распева, и краткое изложение основных правил для исполнителей хорала» (Мадрид, 1714), а также его расширенное издание Arte de Canto de órgano — «Искусство органного распева» (Мадрид, 1719 год);
- Breve suma de toas las reglas de canto llano y su Explicación — «Краткое перечисление всех правил простого распева и их разбор» (Мадрид, 1734 год).

Однако в основном Мартин-и-Коль известен своей работой по собиранию современных ему музыкальных сочинений, которую он осуществил между 1706 и 1709 годами и назвал Flores de música («Цветы музыки») — всего, включая собственные произведения, пять томов.
Коллекция охватила 1850 произведений клавирной музыки иных авторов, при этом большая часть произведений (все из первых трёх томов и большая часть из четвёртого) так и осталась анонимными. Предположительно, имена сочинителей собранной Мартином-и-Колем музыки были общеизвестны. Впоследствии музыковедам удалось опознать в отдельных произведениях четвёртого тома авторство Арканджело Корелли, Георга Генделя, Джилорамо Фрескобальди, Дени Готье, Агилера де Эредия, Хуана Кабанильеса и Антонио де Кабесона.
Пятый том «Цветов музыки», озаглавленный Ramillete oloroso: suabes flores de música para órgano («Благоуханный букет: нежные цветы органной музыки»), считается в основном принадлежащим перу самого Мартина-и-Коля. Два сочинения в этом томе являются вариациями на знаменитую мелодию фолия, одна длинная — Diferencias sobre las folías, и одна короткая — Folías.

### Рукопись
Рукопись пятитомного труда Мартина-и-Коля «Цветы музыки» хранится ныне в Национальной библиотеке в Мадриде:
- Том I: Flores de música, obras y versos de varios organistas, escriptas por F. Antono Martin Coll, Organista de San Diego de Alcalá, 1706
- Том II: Pensil deleitoso de subabes flores de música, recogitas de varios organistas por F. Antono Martin, Organista … de Alcalá, 1707
- Том III: Huerto ameno de varias flores de música recogitas de muchos organistas por Fray Antono Martin, 1708
- Том IV: Huerto ameno de varias flores de música recogitas de varios organistas por Fray Antono Martin, 1709
- Том V: Ramillete oloroso: suabes flores de música para órgano compuestas por Fray Antono Martin, 1709